# Ndjibu N’Golomingi
Ndjibu N’Golomingi (* 16. April 1964) ist ein ehemaliger Radrennfahrer aus der Demokratischen Republik Kongo.

## Sportliche Laufbahn
Ndjibu N’Golomingi war im Straßenradsport aktiv. Er war Teilnehmer der Olympischen Sommerspiele 1988 in Seoul und startete für das damalige Zaire. Im olympischen Straßenrennen war er ausgeschieden. Im Mannschaftszeitfahren kam das Team aus dem Kongo mit Mobange Amisi, Ndjibu N'Golomingi, Pasi Mbenza und Kimpale Mosengo auf den 28. Rang. 1992 bestritt er bei den Sommerspielen in Barcelona das Einzelrennen und schied aus.